# Малком Тернбул
Малком Блај Тернбул (енгл. Malcolm Bligh Turnbull; Сиднеј, 24. октобар 1954) бивши је премијер Аустралије, 29. по реду. Посланик је за јединицу Вентворт у парламенту Аустралије од 2004. Налазио се на челу парламентарне Либералне странке и био је лидер опозиције од 2008. до 2009.

## Политичка каријера
Током 2007. био је министар за животну средину и водопривреду у влади Џона Хауарда. Тони Абот га је 2009. истиснуо са чела Либералне странке и места лидера опозиције, иако се сматрало да би Тернбул био бољи премијер. Међутим, због подршке схеми за трговину угљем, хомосексуалним браковима и аустралијској републици, био је непопуларан међу припадницима десног страначког крила.
Тернбул је планирао после тога да се повуче из политике, али је ипак остао. Постао је милионер крајем `90.-их година XX века, након инвестиција у сфери интернета и његово богатство је процењено на око 200 милиона долара. За премијера је изабран 2015, када је поново постао лидер опозиције, након унутарстраначких трвења којом приликом је смењен претходни премијер Тони Абот. Претходно је Тернбул био министар за телекомуникације у влади Тонија Абота од 2013. до 2015. године. Поново је изабран за премијера на ванредним парламентарним изборима 2016. године, где је његова странка остварила тесну победу. Тернбул је познат по својим либералним ставовима. За разлику од свог претходника подржава хомосексуалне бракове, залаже се за укидање монархије и увођење републике, а и подржава строжу политику против загађења ваздуха.